# Нектарець зеленогорлий
Некта́рець зеленогорлий (Chalcomitra rubescens) — вид горобцеподібних птахів родини нектаркових (Nectariniidae). Мешкає в Центральній Африці.

## Підвиди
Виділяють два підвиди:
- C. r. crossensis Serle, 1963 — південно-східна Нігерія і південно-західний Камерун;
- C. r. stangerii (Jardine, 1842) — острів Біоко;
- C. r. rubescens (Vieillot, 1819) — від центрального Камеруну до Південного Судану, Уганди, західної Кенії, північно-західної Танзанії, північно-західної Замбії і північної Анголи.

## Поширення і екологія
Зеленогорлі нектарці живуть в тропічних лісах, чагарникових заростях, на луках, пасовищах, полях, в садах і на плантаціях.